# Броцци, Паоло
Паоло Броцци (итал. Paolo Brozzi; ?) — итальянский живописец периода позднего барокко, работал в основном в Генуе и Риме.

## Биография
Биографических сведений о художнике сохранилось крайне мало, известно лишь то, что он был родом из Болоньи и что его отца звали Джио Батта. Первый текст, в котором появляется его имя, — это «Жизнеописания генуэзских живописцев, скульпторов, архитекторов и иностранцев, работавших в Генуе» (Le vite de pittori, scoltori, et architetti genovesi e de' forastieri, che in Genova operarono), опубликованные в 1674 году генуэзским писателем и художником Рафаэле Сопрани. В своей работе Сопрани упоминает «художника Паоло Броцци из Болоньи» как соавтора Валерио Кастелло в создании фресок в казино Джованни Баттисты Нашио (которые были утрачены уже в восемнадцатом веке) и в церкви Санта-Мария-ин-Пассионе (здание было почти полностью разрушено во время Второй мировой войны).
О его первом заказе в Генуе свидетельствует контракт, заключённый в 1658 году с Ансальдо Паллавичино на создание лепных капителей и карнизов в центральном нефе базилики Сан-Сиро. В этой церкви Броцци в сотрудничестве с Джованни Баттистой Карлоне написал серию иллюзорных арок на своде нефа, так называемую квадратуру.
Другие генуэзские работы Паоло Броцци включают квадратуры для фресок Доменико Пиолы в церкви святых Иеронима и Франциска Ксаверия коллегиума иезуитов в Генуе, росписей Зала Аполлона Палаццо Франческо Марии Бальби. Броцци участвовал в украшении Палаццо Бальби-Сенарега и Палаццо Панталео-Спинола фреской «Подношение Юпитеру ключей от храма Януса».
Позднее он работал в Риме вместе с Джованни Андреа Карлоне в Зале Верде Палаццо Альтьери.